# Basildon and Billericay (circonscription britannique)
Circonscription parlementaire de la Chambre des communes
La circonscription de Basildon and Billericay   est une circonscription située dans l'Essex, et représentée à la Chambre des communes du Parlement britannique depuis 2024 par Richard Holden du Parti conservateur.

## Géographie
La circonscription comprend:
- La ville de Billericay et une partie de Basildon

## Membres du Parlement
| Élection | Élection | Membre         | Parti        | Portrait |
| -------- | -------- | -------------- | ------------ | -------- |
|          | 2010     | John Baron     | Conservateur |          |
|          | 2024     | Richard Holden | Conservateur |          |

## Élections

### Élections dans les années 2010
| Parti         | Parti                | Candidat             | Voix   | %    | ±    |
| ------------- | -------------------- | -------------------- | ------ | ---- | ---- |
|               | Conservateur         | John Baron           | 27,381 | 61,0 | 8.3  |
|               | Travailliste         | Kayte Block          | 13,981 | 31,1 | 7.5  |
|               | UKIP                 | Tina Hughes          | 2,008  | 4,5  | 15.4 |
|               | Libéral Démocrate    | Antonia Harrison     | 1,548  | 3,4  | 0.4  |
| Majorité      | Majorité             | Majorité             | 13,400 | 29,8 | 0.8  |
| Participation | Participation        | Participation        | 44,918 | 65,0 | 2.1  |
|               | Conservateur retenir | Conservateur retenir | Swing  | 0.4  |      |

| Parti         | Parti                | Candidat              | Voix   | %    | ±    |
| ------------- | -------------------- | --------------------- | ------ | ---- | ---- |
|               | Conservateur         | John Baron            | 22,668 | 52,7 | 0.1  |
|               | Travailliste         | Gavin Callaghan       | 10,186 | 23,7 | 0.6  |
|               | UKIP                 | George Konstantinidis | 8,538  | 19,8 | 16.0 |
|               | Libéral Démocrate    | Martin Thompson       | 1,636  | 3,8  | 11.9 |
| Majorité      | Majorité             | Majorité              | 12,482 | 29,0 | 0.8  |
| Participation | Participation        | Participation         | 43,028 | 62,9 | 0.7  |
|               | Conservateur retenir | Conservateur retenir  | Swing  | 0.4  |      |

| Parti         | Parti                | Candidat             | Voix   | %    | ±    |
| ------------- | -------------------- | -------------------- | ------ | ---- | ---- |
|               | Conservateur         | John Baron*          | 21,982 | 52,8 | 6.8  |
|               | Travailliste         | Allan Davies         | 9,584  | 23,0 | 11.8 |
|               | Libéral Démocrate    | Mike Hibbs           | 6,538  | 15,7 | 2.5  |
|               | BNP                  | Irene Bateman        | 1,934  | 4,6  | 1.1  |
|               | UKIP                 | Alan Broad           | 1,591  | 3,8  | 1.4  |
| Majorité      | Majorité             | Majorité             | 12,398 | 29,8 | 18.6 |
| Participation | Participation        | Participation        | 41,629 | 63,6 | 1.3  |
|               | Conservateur retenir | Conservateur retenir | Swing  | 9.3  |      |

- Membre du Parlement 2005-2010

## Référence
- (en) Cet article est partiellement ou en totalité issu de l’article de Wikipédia en anglais intitulé « Basildon and Billericay (UK Parliament constituency) » (voir la liste des auteurs).
- Carte des circonscriptions du Royaume-Uni — Ordnance Survey (Service cartographique du Royaume-Uni)

1. ↑  Leigh Rayment's Historical List of MPs – Constituencies beginning with "B" (part 1)
2. ↑  (en) BBC News, « UK results 2019 », sur bbc.com (consulté le 31 décembre 2019)
3. ↑  « Basildon & Billericay parliamentary constituency - Election 2017 », BBC News (consulté le 9 juin 2017)
4. ↑  « Election Data 2015 » [archive du 17 octobre 2015], Electoral Calculus (consulté le 17 octobre 2015)
5. ↑  « Basildon & Billericay parliamentary constituency - Election 2017 », sur www.bbc.com
6. ↑  « Election Data 2010 » [archive du 26 juillet 2013], Electoral Calculus (consulté le 17 octobre 2015)
7. ↑  « BBC News - Election 2010 - Constituency - Basildon & Billericay », sur news.bbc.co.uk